# Kapitelhaus

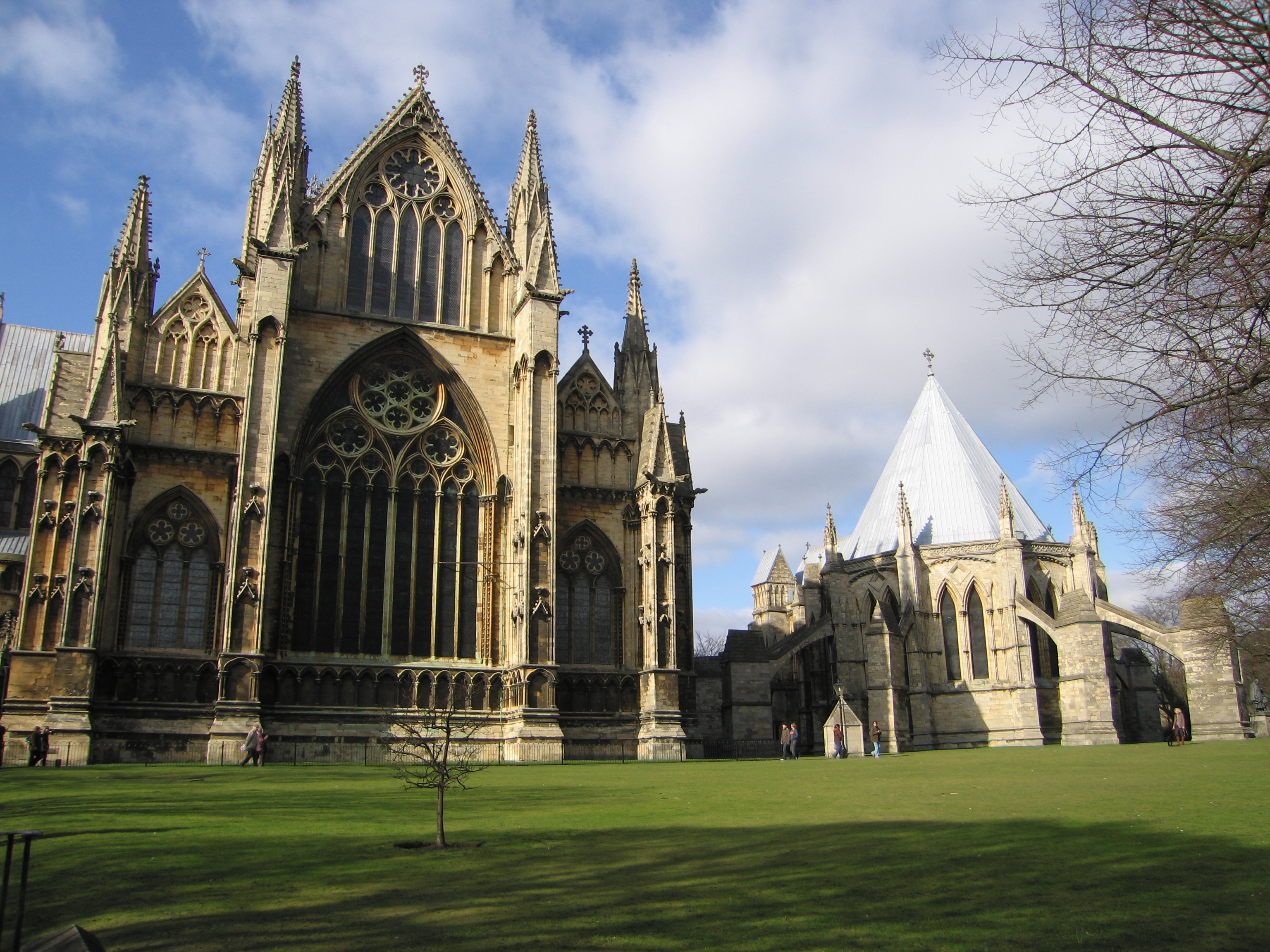
Kathedrale von Lincoln, Chor und Kapitelhaus

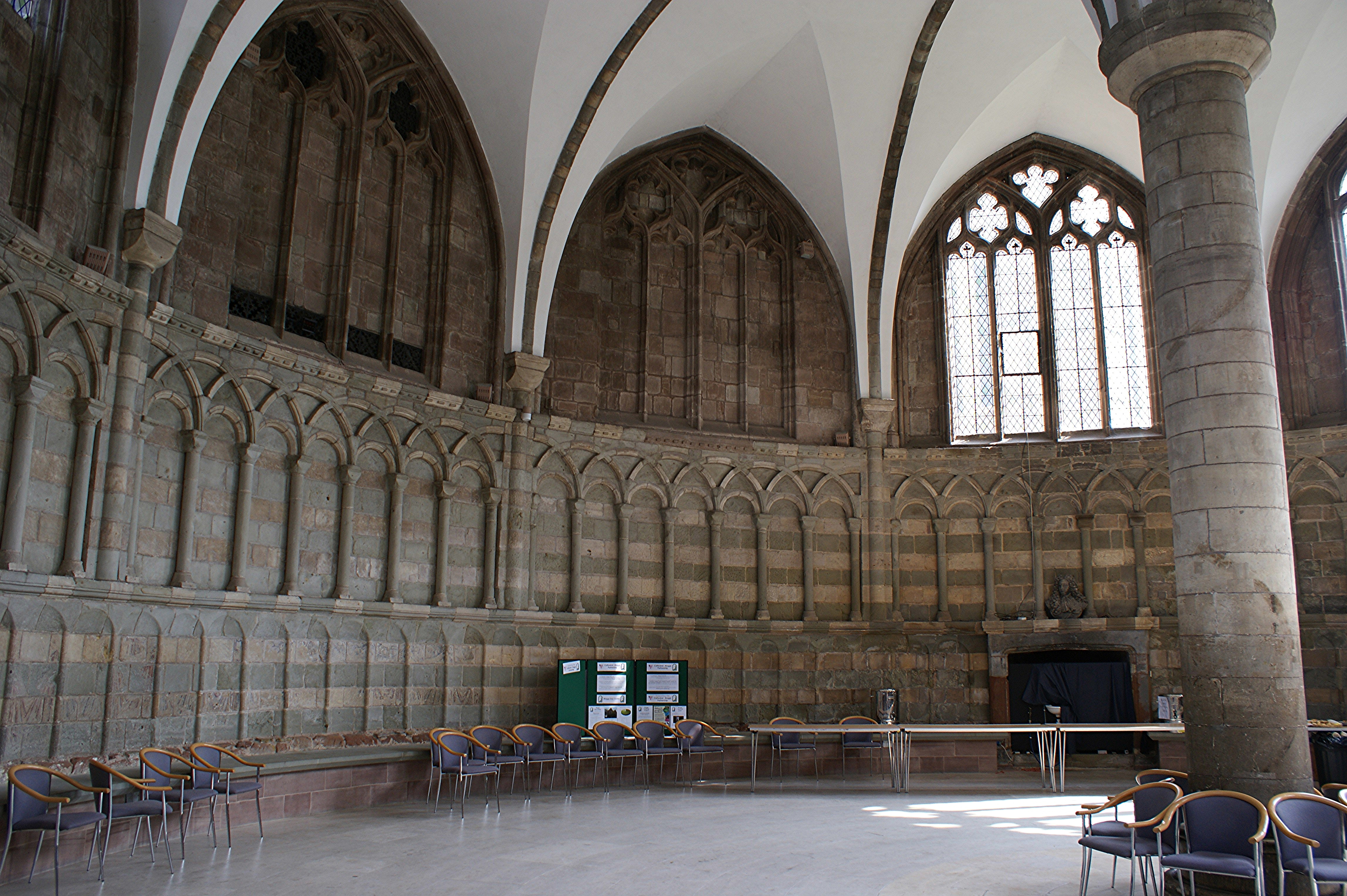
Kathedrale von Worcester, Kapitelhaus

Ein Kapitelhaus ist ein Versammlungsgebäude für Kleriker und speziell für Stifts- oder Domkapitel, d. h. Gemeinschaften von Geistlichen, das einer Bischofs-, Kloster- oder Stiftskirche beigeordnet ist. In England wurden die Chapter houses zumeist an die Kirchen angebaut und waren über einen Gang mit diesen verbunden; in Kontinentaleuropa standen sie meist etwas abseits. Das erste Kapitelhaus entstand vermutlich im Jahr 1110 neben der Kathedrale von Worcester.

## Bedeutung
Nach der Kirche und dem Kreuzgang gehörte das Kapitelhaus, ähnlich den im deutschen und französischen Sprachraum davon unterschiedenen Kapitelsälen, zu den wichtigsten und repräsentativsten Räumlichkeiten einer Abtei, eines Münsters oder einer Kathedrale. In diesem Zusatzgebäude mussten alle Chorherren oder Klostermitglieder streng nach Alter gegliedert an den Wänden sitzen, der Mittelraum war freigehalten. So verfügte das Kapitelhaus der Kathedrale von Worcester zum Beispiel über mehrere Sitze die jeweils mit einem eigenen Baldachin überdeckt waren. Der Name „Kapitel“haus leitete sich von der Tatsache ab, dass hier der Abt oder Prior, oder ein von ihm beauftragter Ordensbruder, ein Kapitel (capitulum = „Abschnitt“) aus dem Regelwerk der Ordensgemeinschaft vortrug, nach dem die Mönche leben sollten. Hier wurden aber auch organisatorische Angelegenheiten besprochen, Arbeitsaufträge erteilt und öffentlich Sünden gebeichtet.
Die Ordensgründer, bedeutende Äbte oder adelige Förderer und Stifter fanden im Kapitelhaus manchmal ihre letzte Ruhestätte. Hierzu wurden Bodenplatten eingelegt oder Sarkophage aufgestellt.

## Architektur

### Großbritannien
Architektonisch bedeutsame Kapitelhäuser entstanden vor allem im angelsächsischen Raum; sie wurden meist auf der Nordostseite der Kirche errichtet und waren vom nördlichen Querhausarm und/oder vom Kreuzgang aus zugänglich. Im Gegensatz zu den kontinentalen „Kapitelsälen“ hat sich in den englischen Klöstern die Tradition runder oder polygonaler Bauten (manchmal sogar ohne zentrale Säule) durchgesetzt.

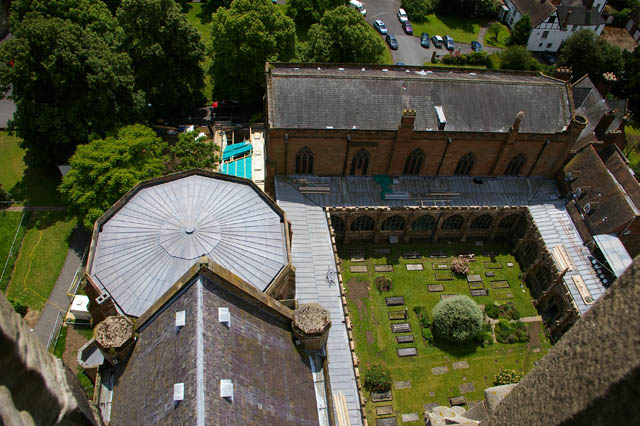
Kathedrale von Worcester mit Kloster und Kapitelhaus (Blick vom Turm)
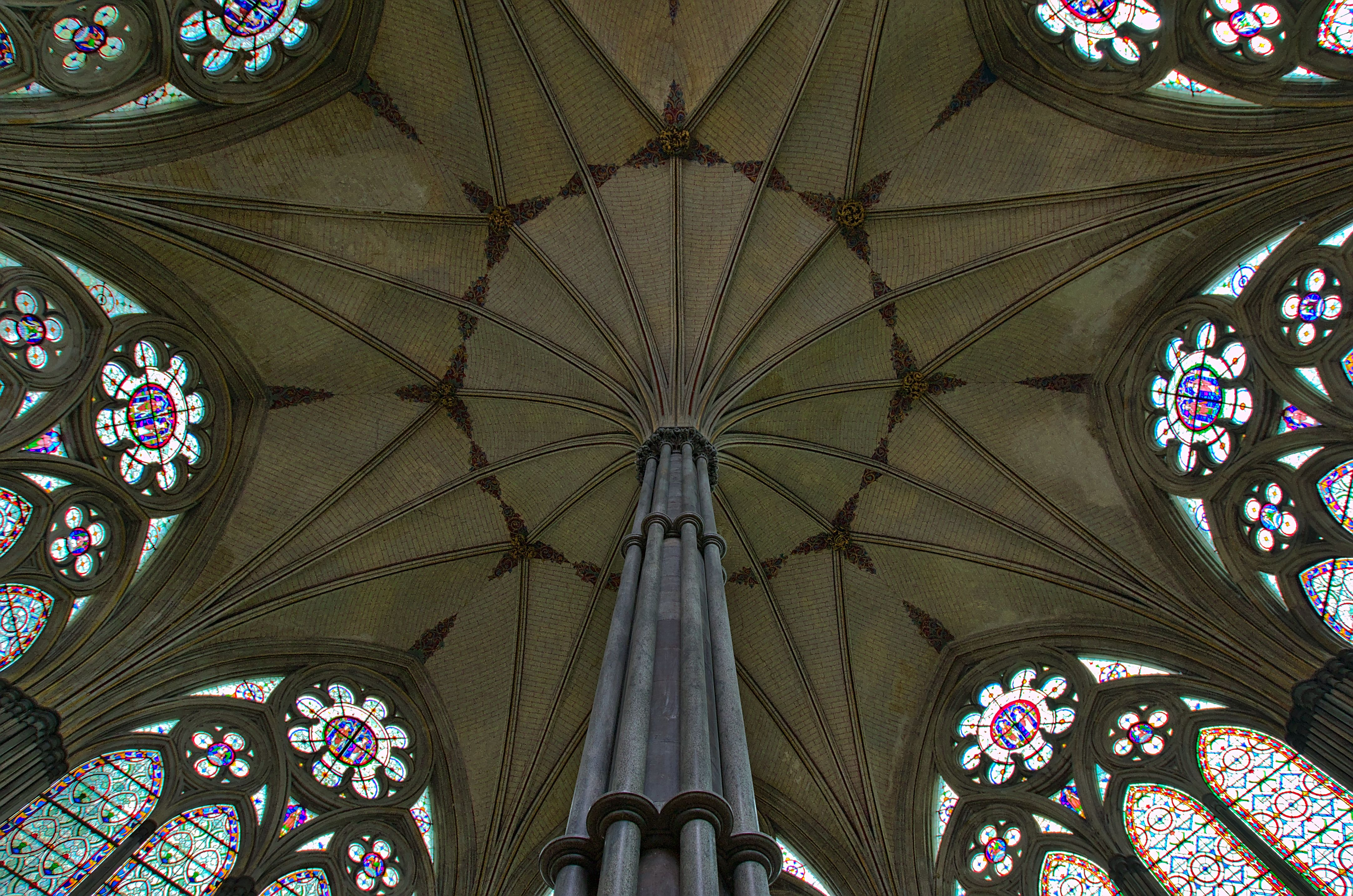
Kapitelhaus der Kathedrale von Salisbury
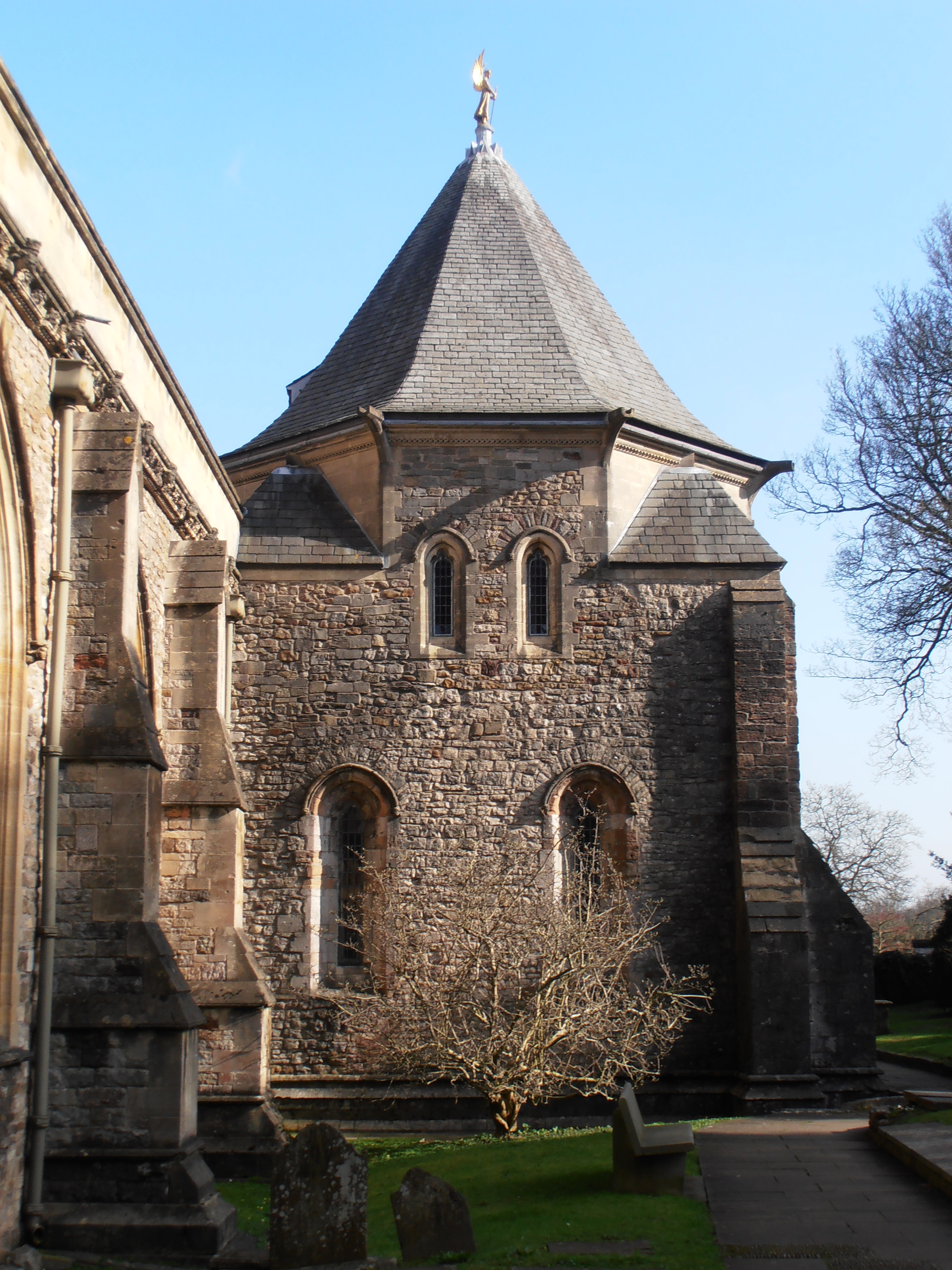
Kapitelhaus der Kathedrale von Llandaff
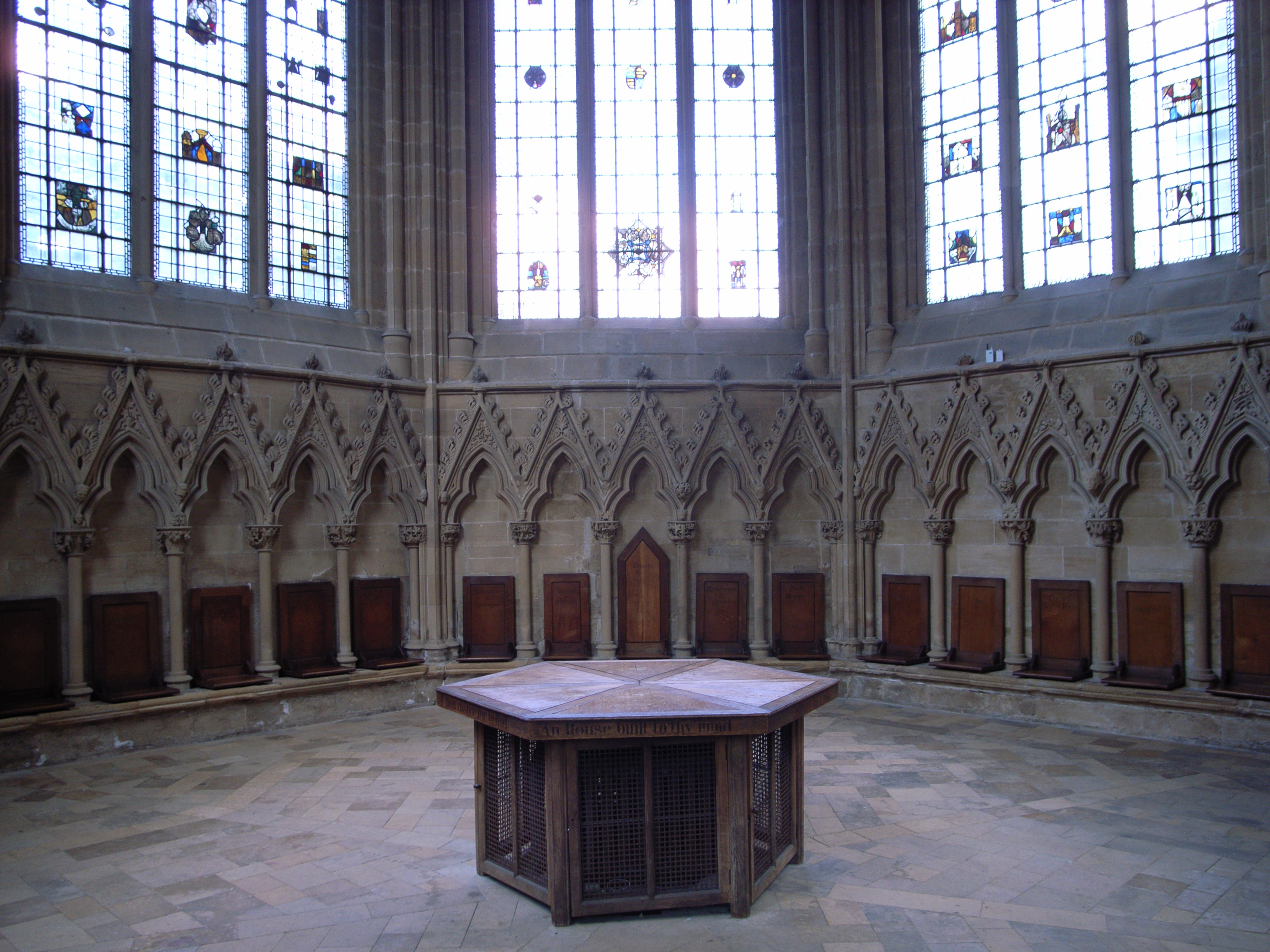
Kapitelhaus des Southwell Minsters
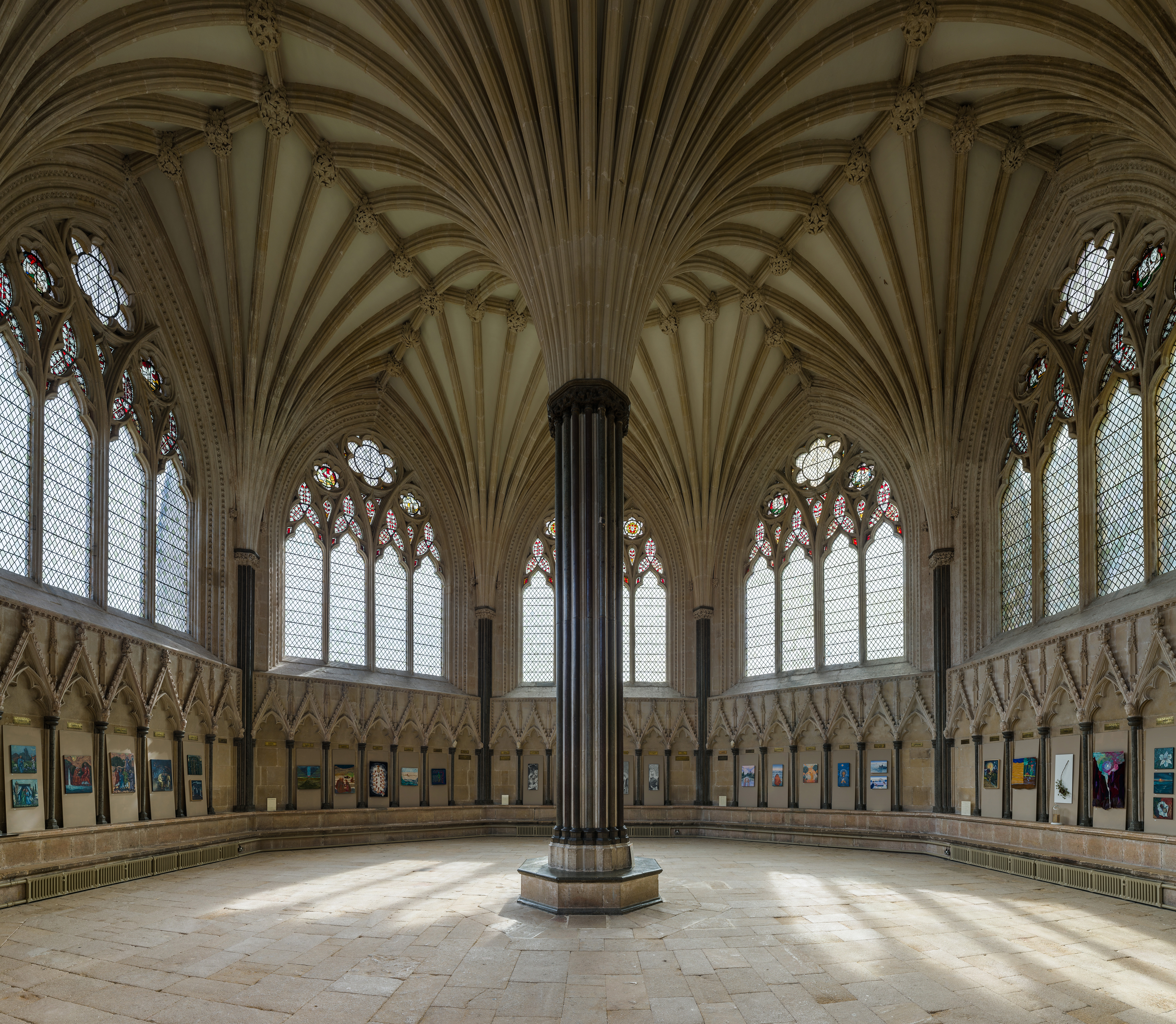
Kapitelhaus der Kathedrale von Wells
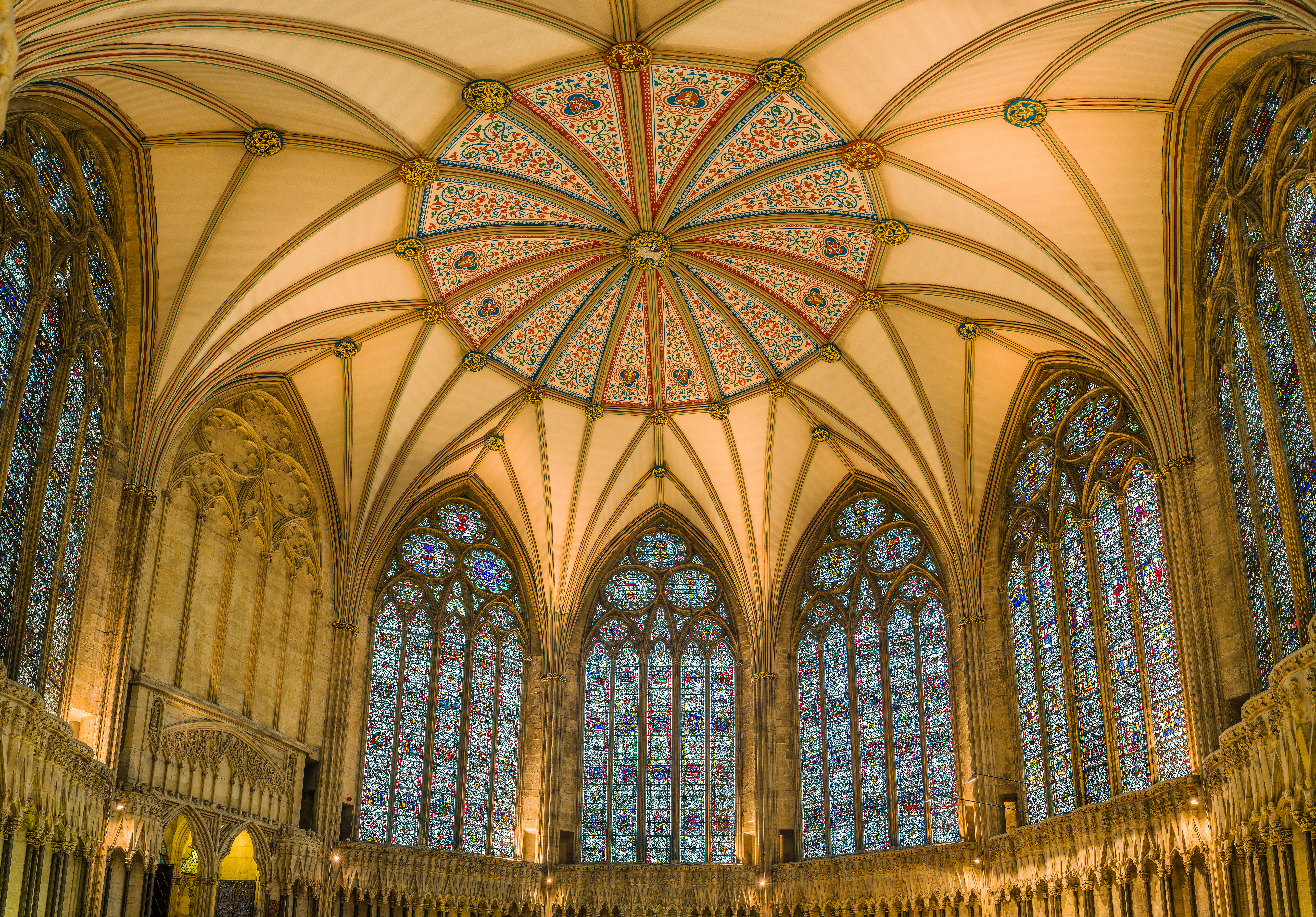
Kapitelhaus des York Minsters

### Mitteleuropa
Im mittel- und süddeutschen Raum wurde das Kapitelhaus mehrheitlich als ein eigenständiges Langhaus, etwas abseits oder angebaut an der Abtei, dem Münster oder dem Kloster errichtet. Am Beispiel der Kapitelhäuser von Schwäbisch Gmünd und Bamberger Dom erkennt man den separaten Bau. In Schwäbisch Gmünd beherbergte das Haus von 1765 bis 1803 das Kapitel des Gmünder Kollegiatstiftes und das neue Bamberger Haus wurde Ende des 17. Jahrhunderts errichtet und diente unter anderen als Repräsentationshaus. Die hohen Anforderungen der Benediktineruniversität Salzburg führten dazu, dass eine eigenständige Kapitelgasse mit drei Häusern, die im Stadtzentrum liegen, errichtet wurde.

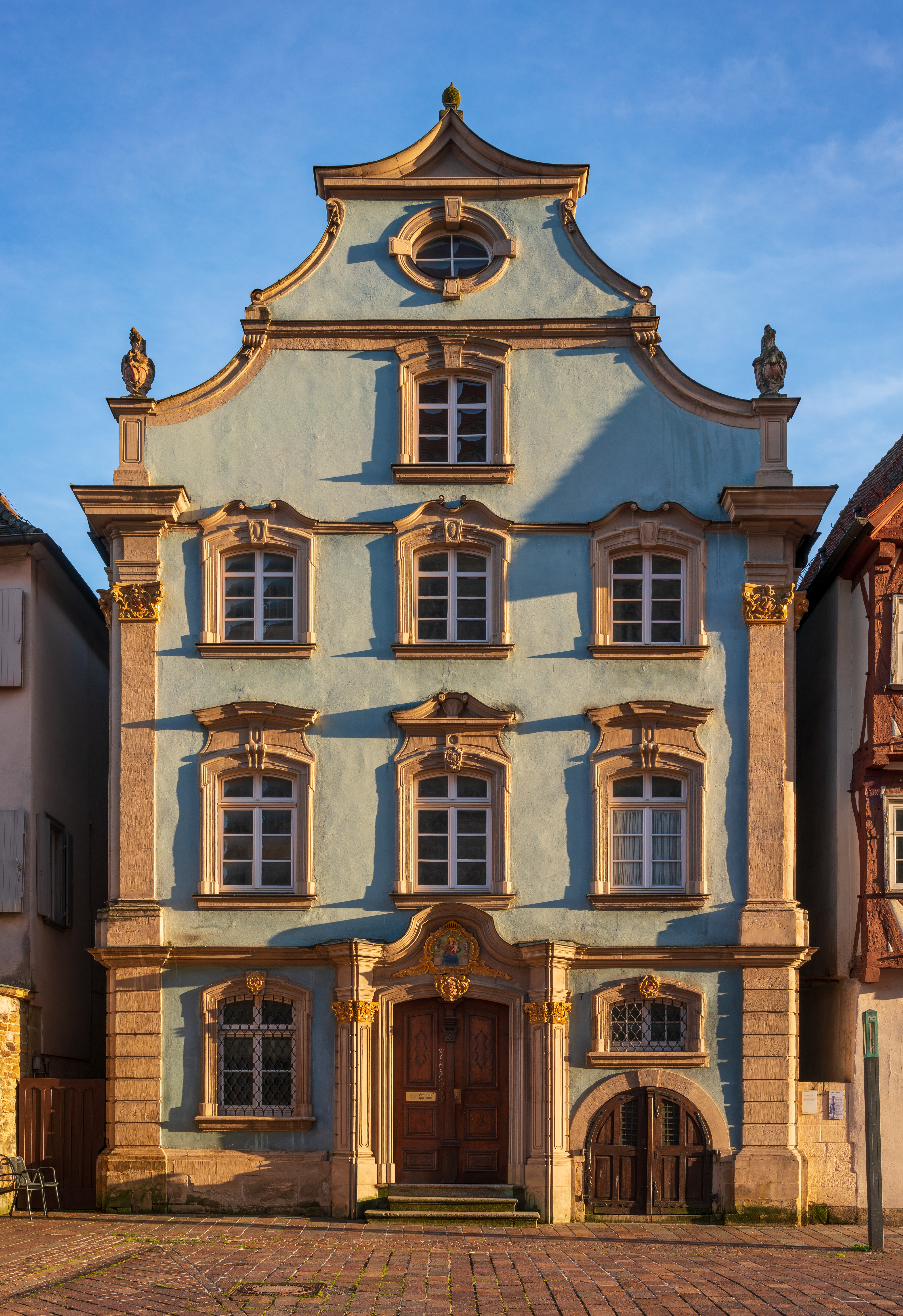
Kapitelhaus in Schwäbisch Gmünd
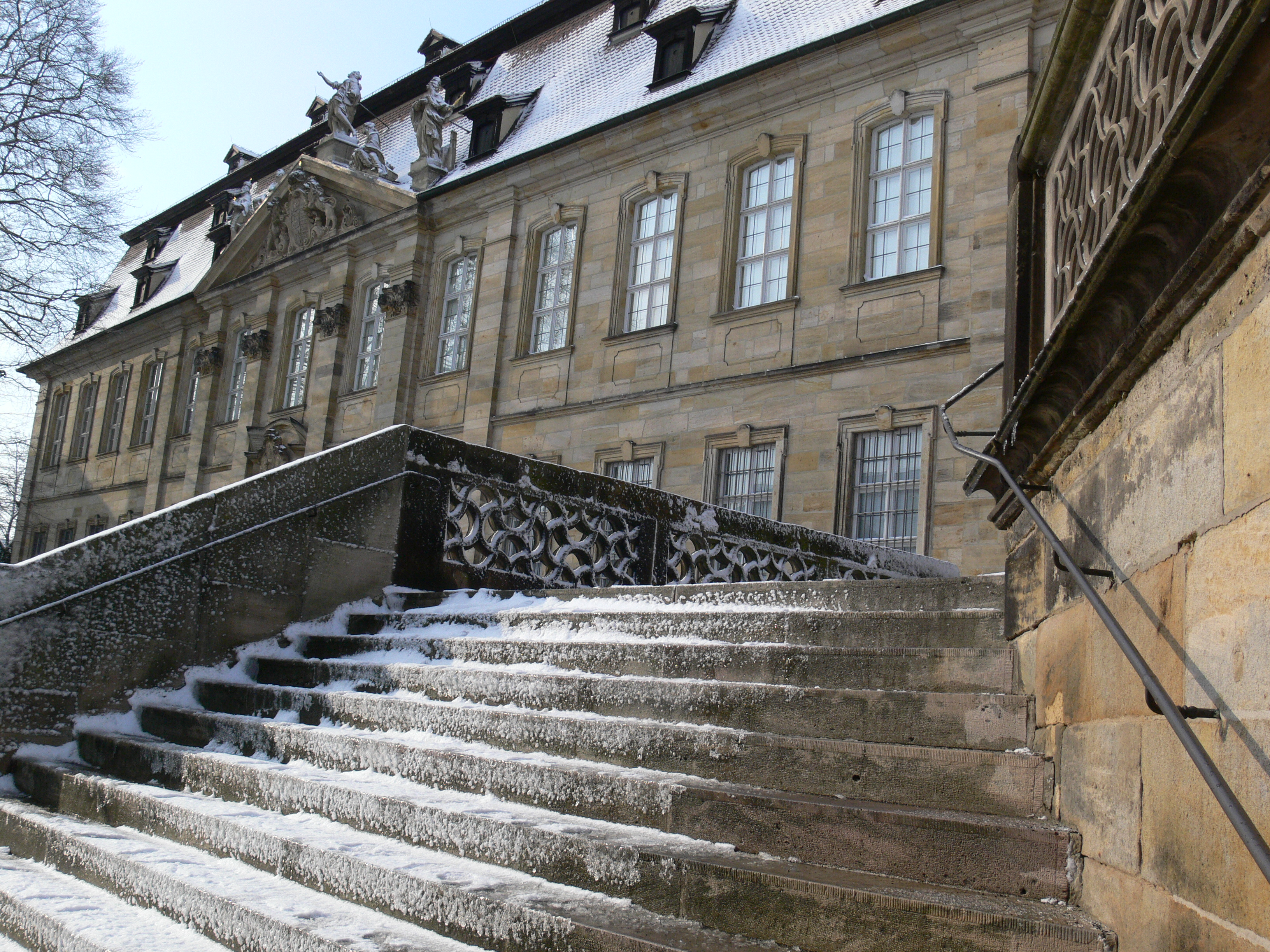
Domkranz und Kapitelhaus am Bamberger Dom
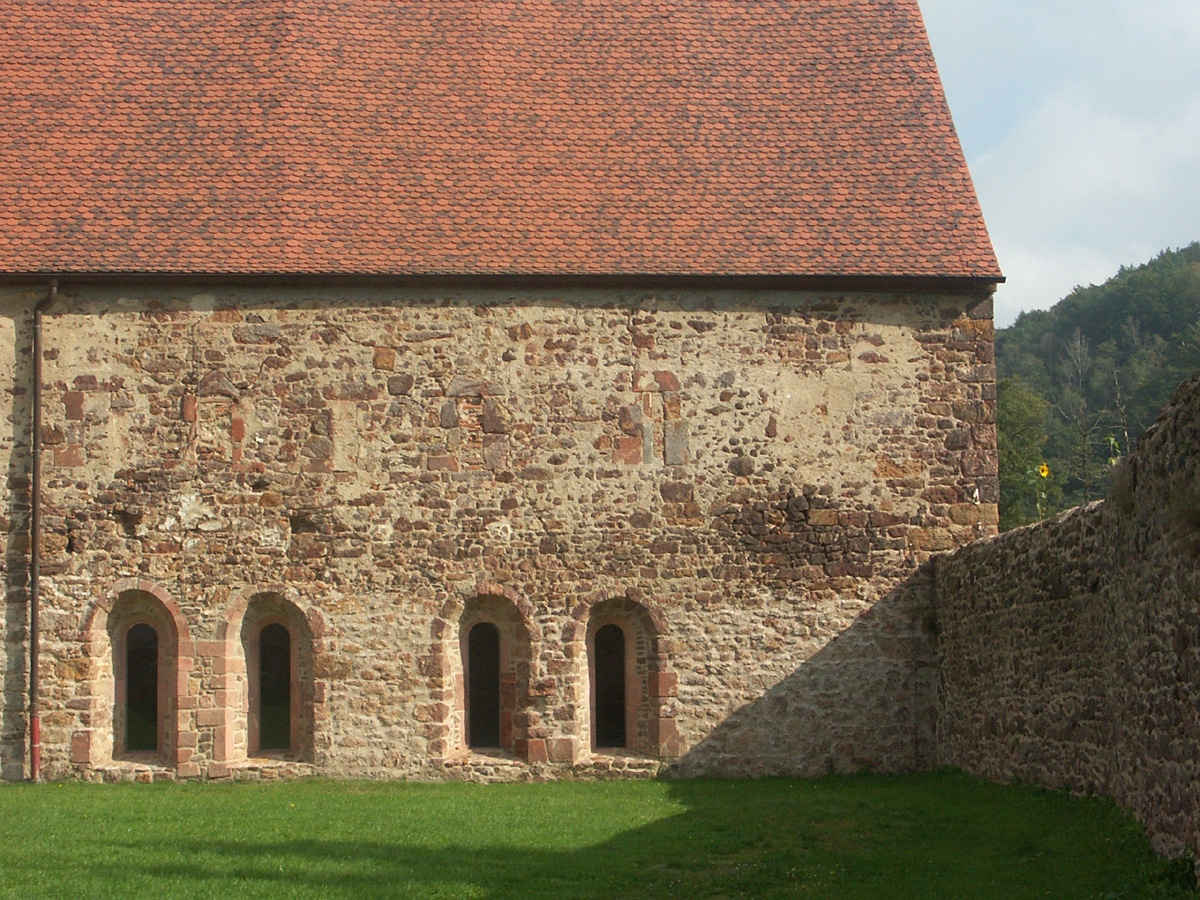
Südende des Kapitelhauses am Kloster Buch
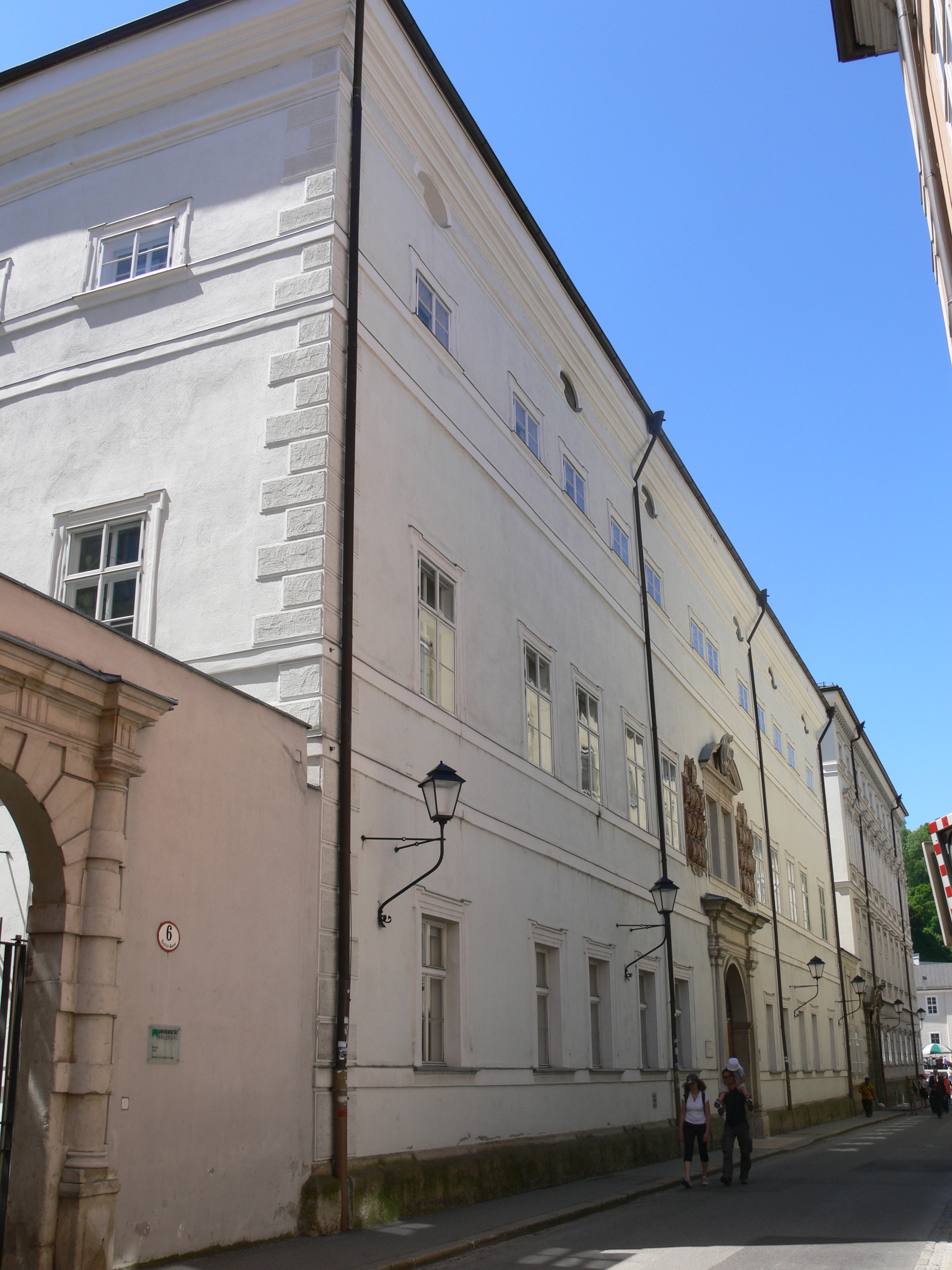
Kapitelhaus der Salzburger Universität (heute Rektorat)
Kapitelhaus auf der Dominikanerinsel
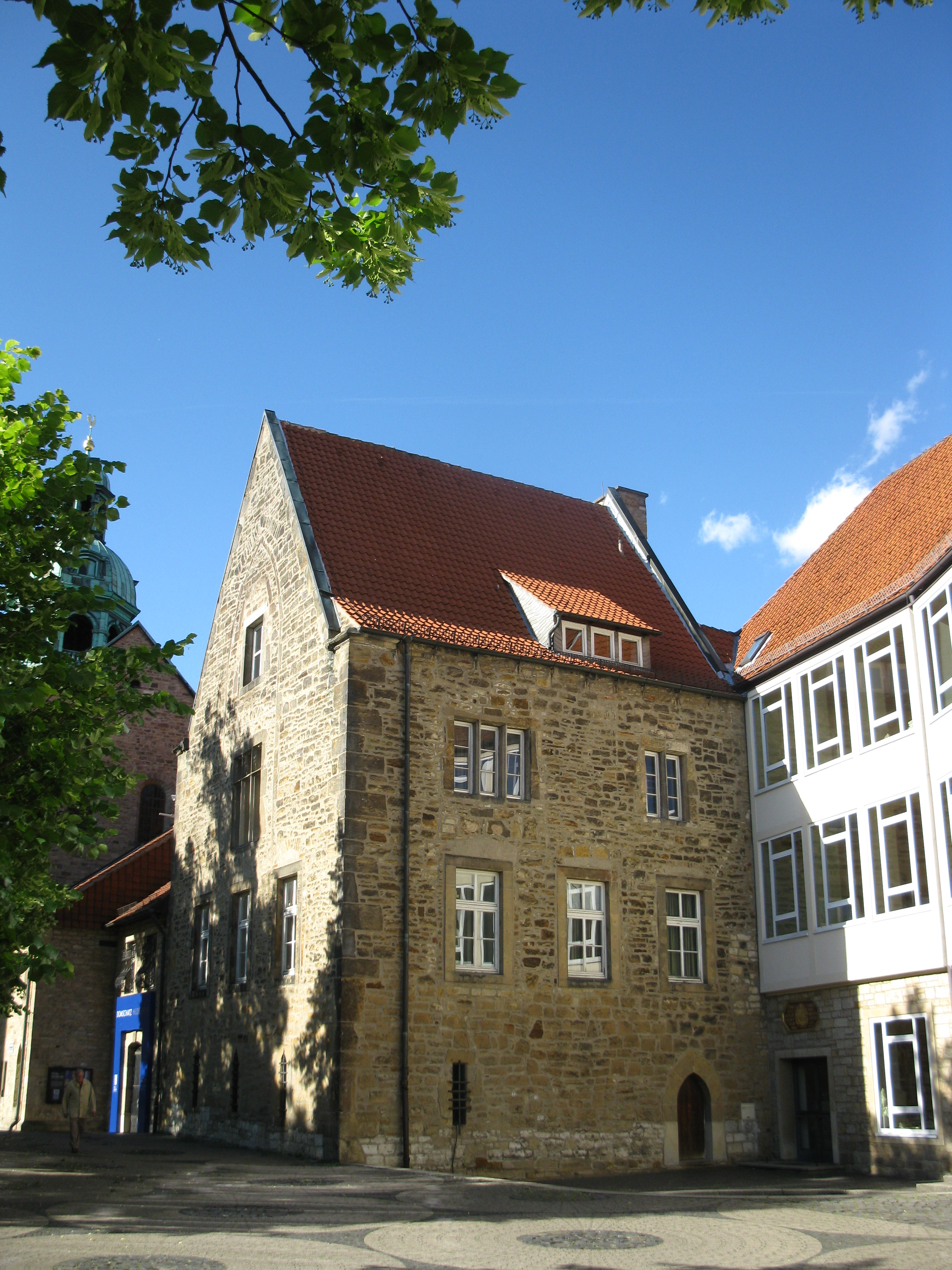
Kapitelhaus des Hildesheimer Doms
Kapitelhaus in Sibiu (Hermannstadt)

### Süd- und Nordeuropa
In Süd- und Nordeuropa wurden keine Kapitelhäuser errichtet; hier blieb es bei den althergebrachten Kapitelsälen.